# Euploea godartii
Euploea godartii är en fjärilsart som beskrevs av Lucas 1853. Euploea godartii ingår i släktet Euploea och familjen praktfjärilar. Inga underarter finns listade i Catalogue of Life.